# Des délits et des peines
Des délits et des peines (en italien : Dei delitti e delle pene prononcé : [dei deˈlitti e delle ˈpeːne]) est un ouvrage de philosophie politique publié en 1764 par le philosophe des Lumières Cesare Beccaria.

## Contexte
Le livre, publié en 1765, connaît un succès rapide et est vite traduit en français (1765), en anglais (1768), puis dans toutes les langues européennes.

## Contenu
Inspiré par les Philosophes des Lumières et aidé par l'actualité de l'époque Beccaria remet en cause de manière globale le système judiciaire. En dehors de tout modèle religieux, Beccaria y établit les bases et les limites du droit de punir, et recommande de proportionner la peine au délit. Il pose aussi en principe la séparation des pouvoirs religieux et judiciaire.  Dénonçant la cruauté de certaines peines comparées au crime commis, il juge « barbare » la pratique de la torture et la peine de mort, et recommande de prévenir le crime plutôt que de le réprimer, amorçant ainsi le premier mouvement abolitionniste.
Beccaria met au monde le débat qui sévit depuis plus de deux siècles entre les partisans de la répression et ceux de la prévention, que Beccaria appelle de ses vœux. Très hostile à la peine de mort, il pose une démonstration, la première du genre, qui amène l’auteur à qualifier la peine capitale qui est « ni utile, ni nécessaire », de « crime judiciaire ».
Beccaria propose la distinction entre le péché et la justice pénale, qui se mesure au dommage social. Il remet en question le sentiment qu'un criminel mérite de souffrir.

## Postérité

### Conséquences juridiques
Pierre-Léopold de Toscane est inspiré par ce livre lorsqu'il décide en 1786 d'abolir la peine de mort. Il a inspiré les Pères fondateurs des États-Unis et en partie la rédaction du code pénal de 1791 en France.
De la publication du livre jusque vers 1810 on observe une profusion de discussions sur le droit pénal en Europe.
Il est considéré comme une des bases du droit pénal moderne.

### Commentaires
Voltaire est enthousiasmé par le livre, il écrit un Commentaires sur des Délits et des Peines, ce qui contribue à sa large diffusion.

## Critiques
Le livre de Beccaria fait aussi l'objet de critiques. Georg Wilhelm Friedrich Hegel, dans le §100 de ses Principes de la philosophie du droit, rappelle la thèse de Beccaria qui a « contesté à l’État le droit d'appliquer la peine de mort » ; mais il souligne que la thèse se fonde sur une conception de l’État comme tirant son origine du contrat social ; or, l'essence de l’État n'est pas le contrat, car un individu ne saurait contractualiser au sujet de sa propre personne. En appliquant la peine de mort, l’État reconnaît au contraire le criminel comme un être doté de droits, car il lui applique la loi.